# Dendronotus iris
Dendronotus iris är en snäckart som beskrevs av James Graham Cooper 1863. Dendronotus iris ingår i släktet Dendronotus och familjen trädryggsniglar. Inga underarter finns listade i Catalogue of Life.